# Gustav Albrecht (Bibliothekar)
Gustav Albrecht (* 26. Juli 1865 in Berlin; † 14. Januar 1912) war ein deutscher Bibliothekar.

## Leben
Albrecht studierte Geschichte und romanische Philologie und wurde 1892 an der Universität Halle-Wittenberg promoviert. Von 1900 bis 1909 war er Bibliothekar der städtischen Volksbibliothek in Charlottenburg, bevor er 1909 an die Magistratsbibliothek Charlottenburg wechselte. Albrecht schuf einige Dramen und forschte zur märkischen Geschichte und Heimatkunde.

## Werke (Auswahl)
- Vorbereitung auf den Tod, Totengebräuche und Totenbestattung in der altfranzösischen Dichtung. (Zugl.: Halle-Wittenberg, Univ., Phil. Fak., Inaug.-Diss., 1892). Kaemmerer, Halle a. S. 1892.
- Das Gespenst als Heirathsvermittler: Originalschwank in 1 Akt, Kühling & Güttner, Berlin 1895.
- Der Keilfuchs: Original-Schwank aus dem Studentenleben in 1 Akt. Kühling & Güttner, Berlin 1896.
- Soldatenbrief: Schwank in 1 Akt. Kühling & Güttner, Berlin 1896 (= A. Kühling's Theater-Specialität; 60).
- Wilhelm der Grosse: patriotisches Festspiel für das deutsche Volk und Heer zur Feier des 100jährigen Geburtstages Kaiser Wilhelms I. Kühling & Güttner, Berlin 1897.
- Die Denkmäler in der Siegesallee zu Berlin in ihrer Bedeutung für die vaterländische Geschichte, 2 Bde., Zillessen, Berlin 1898–1900.
- Das Sühnekreuz von Eggersdorf. Berlin 1903.
- Aus märkischer Heidenzeit. Buchhandlung des Ostdeutschen Jünglingsbundes, Berlin 1904 (= Hefte zur märkischen Kirchengeschichte; 5).
- Landesanbau im Wendenland zur Askanierzeit. In: Mitteilungen des Uckermärkischen Museums- und Geschichts-Vereins zu Prenzlau, Bd. 4 (1909), Heft 2, S. 108–125.
- Landeskunde der Provinz Brandenburg, Bd. 2: Die Geschichte. Reimer, Berlin 1910.